# James, jarl af Wessex
James Alexander Philip Theo Mountbatten-Windsor, Jarl af Wessex (født 17. december 2007), tituleret viscount Severn til 2023, er en britisk prins, som er medlem af den britiske kongefamilie. 
Han er den eneste søn og det yngste barn af prins Edward (født 1964) og Sophie Rhys-Jones (født 1965). 
Han er det yngste barnebarn af dronning Elizabeth 2. af Det Forenede Kongerige og prinsgemalen Prins Philip, hertug af Edinburgh.

## Biografi
James blev født den 17. december 2007 på Frimley Park Hospital i Frimley i Surrey i England. Han var det andet barn og første søn, der blev født i ægteskabet mellem Prins Edward, jarl af Wessex og Sophie Rhys-Jones.

## Titel
Efter at faderen, prins Edward, i marts 2023 fik den skotske titel som hertug af Edinburgh, er James blevet  jarl af Wessex. Titlen er en af hans fars titler, der bruges som en høflighedstitel.
I 2020 sagde hans mor, hertuginden af Edinburgh, at titlen og Kongelige Højhed og prins/prinsesse beholdes, til han og hans søster, dame Lousie Mountbatten-Windsor, hver fyldte 18, hvor de selv kan bestemme, om de vil tituleres som prins/prinsesse.
Da hans far blev udnævnt til hertug af Edinburgh den 10. marts 2023, blev James fik James høflighedstitlen jarl af Wessex. 
James arver ikke hertugdømmet Edinburgh ved sin fars død. Han arver imidlertid sin fars arvelige titler: jarl af Wessex, jarl af Forfar og viscount Severn.

## I arvefølgen
James, jarl af Wessex indgår i arvefølgen til den britiske trone. I oktober 2021 var han nummer 15 i arvefølgen.  